# Jägala-Piritakanaal

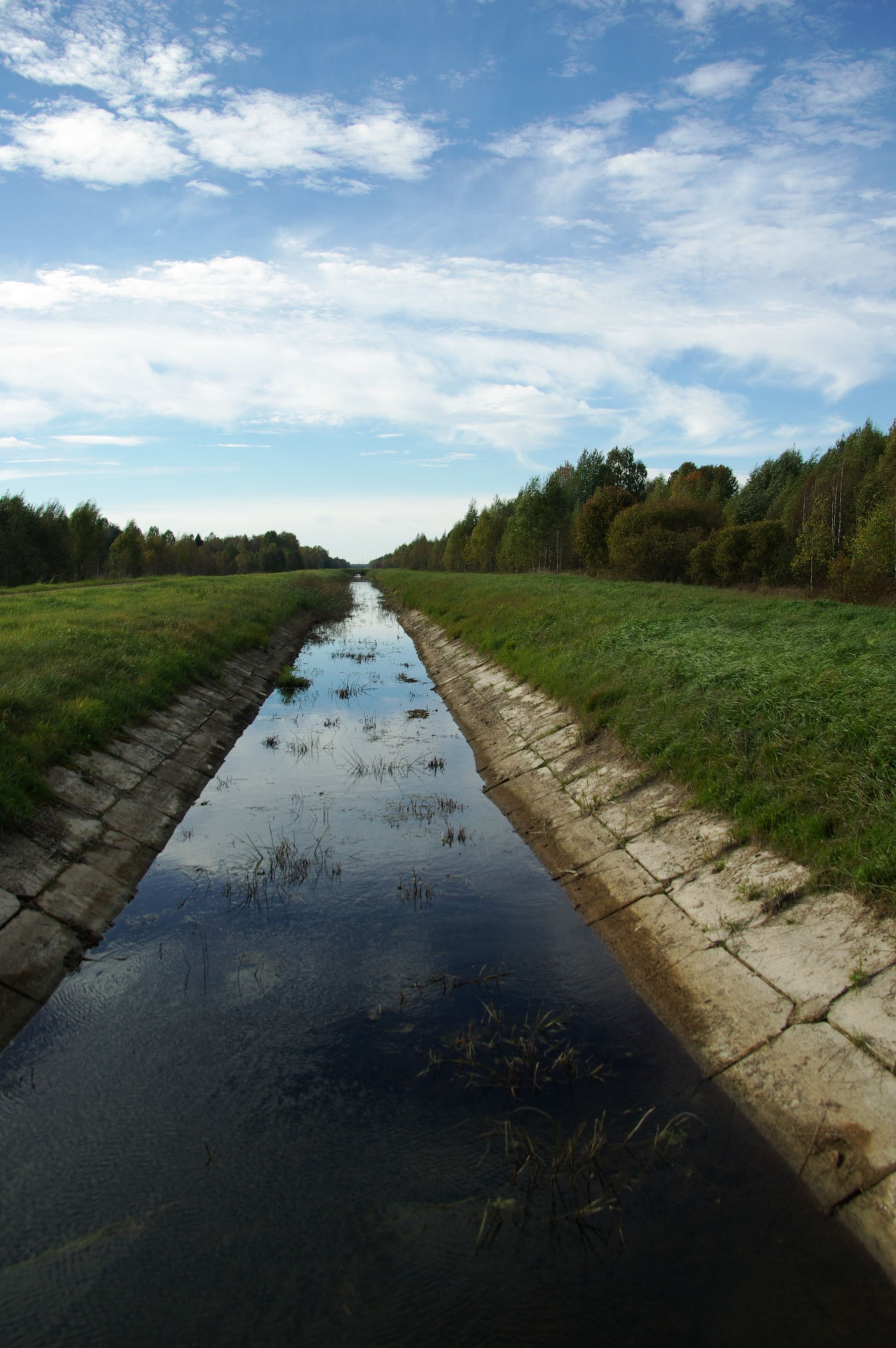
Het kanaal bij Suursoo, ongeveer op de plek waar de Leiva door middel van een onderleider het kanaal kruist.

Het Jägala-Piritakanaal (ook wel: Kaunissaare-Patikakanaal) is een 25 kilometer lang kanaal in de Estische provincie Harjumaa. De aanleg van het kanaal heeft voor een verbinding tussen de stroomgebieden van de Jägala en de Pirita gezorgd en spuit het Jägalawater (afkomstig van het Kaunissaarestuwmeer) op de Pirita. Het kanaal werd in 1987 aangelegd als gevolg van de aanleg van het Kaunissaarestuwmeer, dat echter al in 1984 is aangelegd.
Het Jägala-Piritakanaal behoort tot de stad Tallinn en zorgt via de Piritarivier voor toevoer aan het Vaskjala-Ülemistekanaal, een kanaal dat uitkomt in het Ülemistemeer, een drinkwaterreservoir dat het grootste deel van Tallinn van water voorziet. Het meetpunt van het Jägala-Piritakanaal is bij het Kaunissaarestuwmeer, op het punt waar het kanaal water ontvangt van de Jägala. De watertoevoer vanuit de Jägala wordt geregulierd door een soort pompstation en de maximale capaciteit van het pompstation bevat 2,5 m³/s. Ondanks dat het kanaal dient als drainage van de aan de oevers gelegen bossen zijn er alsnog kleine rivieren die met onderleiders onder het kanaal geleid worden en daarmee weinig of geen water lozen op het kanaal.
Hieronder is een kleine lijst met de belangrijkste rivieren die onder het Jägala-Piritakanaal geleid worden:
- De Jõelähtmerivier
- De Silmsi
- De Leiva